# Awakening Music
Awakening Music (precedentemente nota come Awakening Records) è una società di produzione musicale di ispirazione islamica con sede in Gran Bretagna. È stata creata nel 2000 da quattro imprenditori britannici e americani.

## Album pubblicati da Awakening Music
| Anno | Titolo               | Artista/i                 |
| ---- | -------------------- | ------------------------- |
| 2003 | Al-Mu`allim          | Sami Yusuf                |
| 2004 | Salawat              | Mesut Kurtis e Sami Yusuf |
| 2004 | My Ummah             | Sami Yusuf                |
| 2006 | Dunya                | Nazel Azami               |
| 2007 | Something About Life | Hamza Robertson           |
| 2009 | Ehlam Ma'aya         | Hamza Namira              |
| 2009 | Beloved              | Mesut Kurtis              |
| 2009 | Thank You Allah      | Maher Zain                |
| 2011 | Insan                | Hamza Namira              |
| 2011 | I Believe            | Irfan Makki               |
| 2012 | Forgive Me           | Maher Zain                |
| 2013 | Tabassam             | Mesut Kurtis              |
| 2014 | The Path             | Raef                      |
| 2014 | Esmaani              | Hamza Namira              |
| 2015 | Asser Ahsan          | Humood AlKhudher          |
| 2015 | Salam                | Harris J                  |
| 2015 | El - Mesaharaty      | Hamza Namira              |
| 2016 | One                  | Maher Zain                |
| 2016 | Remix                | Hamza Namira              |
| 2019 | Balaghal Ula         | Mesut Kurtis              |
| 2019 | Mercy                | Raef                      |

### Album in live
| Anno | Titolo                              | Artista/i |
| ---- | ----------------------------------- | --------- |
| 2014 | Awakening Live at the London Apollo | AA. VV    |

## Artisti
- Ali Maghrebi
- Eman
- Humood AlKhudher
- Maher Zain
- Mesut Kurtis
- Raef

## Ex-Artisti
- Hamza Namira
- Hamza Robertson
- Harris J
- Irfan Makki
- Nazeel Azami
- Sami Yusuf

## Attività filantropiche
Nel 2012, Awakening Music ha partecipato ai concerti di beneficenza "Sound of Light".  Nel 2013 e nel 2014, l'etichetta discografica ha contribuito a organizzare concerti di beneficenza in coordinamento con Islamic Relief, Human Appeal e altre organizzazioni di beneficenza in tutto il mondo con l'aiuto degli artisti Maher Zain, Hamza Namira, Mesut Kurtis, Raef e Irfan Makki.